# ذبابة نوار
ذُبابة نوّار (الاسم العلمي Ephemera danica)، هي نوع من فصيلة ذبابة مايو يصل طول حشرة ذبابة نوار البالغة إلى 4,5 سم، تعيش حوراء هذه الذبابة تحت سطح الماء في الجداول والبحيرات، ويمكن أن تبقى هناك لمدّةِ تزيد عن الثلاث سنوات. تخرج الحوراء من الماء في أوائل الصيف، وتطرح جلدها مرتين قبل أن تصبح حشرة كاملة. ولا تملك هذه الأخيرة جهازًا هضميًا عاملًا، لذا فهي لا تستطيع أن تأكل. وتتغذى ذبابة نوار الغير الكاملة على يرق من طحلب، تتزاوج ذبابة نوار ثم تضع بيوضها تحت سطح الماء بعد ان تدخل الأنثى بطنها فيه وتموت بعد ذلك خلال ساعاتٍ قليلة.
وتنتشر ذبابة نوار في جميع أنحاء أوروبا.